# قاسم‌آباد میرهاش
قاسم‌آباد میرهاش یک روستا در ایران است که در دهستان خرقان (شاهرود) واقع شده‌است.